# Morris Bradshaw
Morris Bradshaw (Highland, Illinois; 29 de octubre de 1952-3 de enero de 2025) fue un jugador estadounidense de fútbol americano que jugó nueve temporadas con dos equipos en la NFL en la posición de wide receiver y fue dos veces campeón del Super Bowl.

## Carrera
A nivel universitario jugó para los Ohio State Buckeyes, y fue seleccionado en la posición 93 de la cuarta ronda del Draft de la NFL de 1974 por los Oakland Raiders. Jugó un total de 104 partidos, veintiséis de ellos como titular, donde registró 84 recepciones para 1305 yardas y once touchdowns. Bradshaw fue parte del equipo de los Raiders que ganó el Super Bowl XI y el XV.
Bradshaw luego jugó una temporada con los New England Patriots donde registró seis recepciones para 111 yardas y un touchdown en ocho partidos de la temporada de 1982. Su recepción más larga con los Patriots fue de 48 yardas en la victoria por 16-0 sobre los Seattle Seahawks en el Kingdome el 19 de diciembre de 1982. En ese partido también recuperó un fumble.
Su única recepción de touchdown con los Patriots fue de once yardas de un pase de Steve Grogan a falta de once segundos para el final del primer tiempo, en la victoria por 30-19 sobre los Buffalo Bills en el Schaefer Stadium el 2 de enero de 1983, con lo que logró la clasificación a los playoffs en esa temporada.